# Zsuzsa Vathy

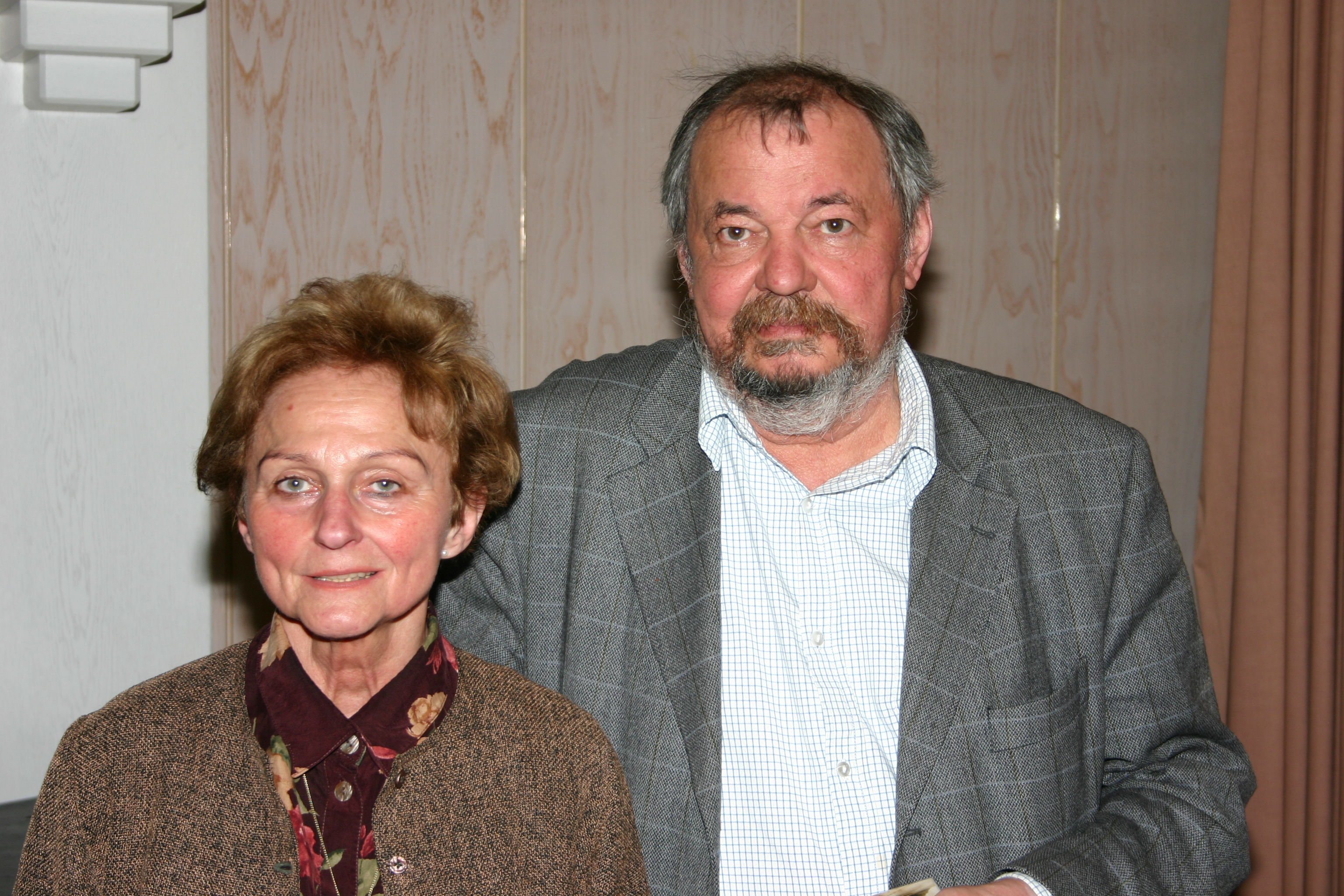
Zsuzsa Vathy mit Ervin Lázár 2005

Zsuzsa Vathy (geboren 15. April 1940 in Pápa; gestorben 7. Januar 2017 in Budapest) war eine ungarische Schriftstellerin, sie lebte in Budapest.

## Leben
Nach einem Studium der Chemie an der Universität Veszprém war Vathy von 1964 bis 1970 als Ingenieurin in einem Chemiebetrieb in Százhalombatta beschäftigt. Seit 1971 arbeitete sie als Journalistin in Budapest. Seit 1990 arbeitete sie für die Zeitschriften Kortárs, Hitel, Holmi und bei der literarischen Wochenzeitung Élet és Irodalom, wo ihre Erzählungen erschienen sind. Seit 1992 war sie freischaffende Autorin. Nach dem Tode ihres Ehemannes Ervin Lázár, der ein renommierter Kinderbuchautor und Geschichtenerzähler war, wurde sie auch Herausgeberin seines literarischen Nachlasses. In dem 2007 erschienenen Erzählband „Unser Leben, unser Tod“ setzte Vathy dem gemeinsamen Leben mit Ervin Lázár ein literarisches Denkmal.
In Ungarn erschienen 18 Bücher von ihr, mehrere Erzählungen wurden ins Englische und ins Deutsche übersetzt. 2006 erstellte sie eine Auftragsarbeit über die Porzellanmanufaktur Herend.
Vathy wurde 1997 als Mitglied in die Ungarische Akademie der Künste („Magyar Művészeti Akadémia“) aufgenommen.

## Werke (Auswahl)
in deutscher Übersetzung
- Titelgeschichte in: Gyula Kurucz (Hrsg.): Nachts im Grase. Verlag Tribüne, Berlin 1988, ISBN 3-73030-243-4 („Éjjel a fűben“)
- Wir blicken auf das Schöne: drei Novellen. Aus dem Ungarischen von Hans Skirecki. Argon Verlag, Berlin, 1999, ISBN 3-87024-458-5 („Itt a szépséget nézzük“)

in Ungarisch zuletzt:
- Életünk, halálunk. 11 Novellen. Helikon Kiadó, Budapest, 2007, ISBN 978-963-227-099-9. („Unser Leben, unser Tod“)
- Angolpark. 23 Erzählungen. Helikon Kiadó, Budapest, 2009, ISBN 978-963-227-187-3 („Vergnügungspark“)

## Auszeichnungen
- Attila-József-Preis, 1986
- Sándor-Márai-Preis, 2010